# Miša Jelnikar
Miša Jelnikar (Martina Jelnikar Malavašič), slovenska oblikovalka nakita, * 27. december 1945, Ljubljana.
V Ljubljani je končala Šolo za oblikovaje ter leta 1969 diplomirala na Kraljevem kolidžu za umetnost v Londonu. Od 1970 do 1977 je bila zaposlena v Zlatarni Celje in se v njenem Ateljeju za zlatarstvo posvečala oblikovanju nakita. Od leta 1977 dalje pa je svobodna umetnica. Od 1988 do 1993 je imela v Londonu svoj atelje. Ustvarja zlasti v srebru in zlatu ali kombinaciji obeh kovin, z vložki iz ebenovine ali drugimi mareriali. Med pionirji slovenskega oblikovanja se je uveljavila kot tenkočutna oblikovalka nakita. Za njen nakit so poleg lastoročne, tehnično brezhibne izvedbe značilne še preproste, a likovno učinkovite zasnove odprtih form in čistih linij.